# Wojciech Wolkiewicz
Wojciech Wolkiewicz (ur. 15 kwietnia 1909 w Grabowie, zm. 31 sierpnia 1979 w Gryficach) – polski rolnik, poseł na Sejm PRL I kadencji.

## Życiorys
Syn Jana i Wiktorii. Z zawodu rolnik. Prowadził działalność w Związku Samopomocy Chłopskiej oraz w Zjednoczonym Stronnictwie Ludowym. W 1952 został posłem zastępcą, a po śmierci Jana Stachury złożył ślubowanie 5 września 1956. Reprezentował okręg Szczecin.
Odznaczony Srebrnym Krzyżem Zasługi (1952) i Medalem 10-lecia Polski Ludowej (1954).
Pochowany na cmentarzu komunalnym przy ul. Broniszewskiej w Gryficach.